# Maurizio Grassano
Maurizio Grassano (Alessandria, 22 aprile 1962) è un politico italiano.

## Biografia
Già consigliere e presidente del Consiglio comunale di Alessandria, è entrato in Parlamento nel 2010 nella circoscrizione Piemonte 2 per la Lega Nord in sostituzione di Roberto Cota.
Il 26 marzo 2011 è stato condannato dal Tribunale di Alessandria a 4 anni di reclusione, di cui uno condonato, per truffa ai danni del Comune di Alessandria. Successivamente, il 12 marzo 2013, la Corte di Appello di Torino ha confermato la condanna per il reato di truffa, ma riducendo la pena a 2 anni e 9 mesi di reclusione. La condanna non è ancora definitiva essendo pendente il ricorso in Cassazione.
Per gli stessi fatti, la Corte dei Conti, il 25 novembre 2011, ha condannato Grassano a risarcire 760.000 euro al Comune di Alessandria per danno patrimoniale .
Espulso dalla Lega Nord, è diventato membro e tesoriere del cosiddetto gruppo dei "Responsabili", sostenitori del governo Berlusconi, nel corso della XVI legislatura della Repubblica Italiana.
In un altro processo, il 13 dicembre 2013, è stato condannato dal Tribunale di Alessandria a 9 anni e 8 mesi di reclusione per tentata truffa al Comune di Alessandria. Anche questa sentenza non è ancora definitiva.

### Elezione a deputato
Nel 2010 è proclamato deputato della XVI legislatura della Repubblica Italiana nella circoscrizione Piemonte 2 per la Lega Nord in sostituzione di Roberto Cota.